# Sandra Sepúlveda
Sandra Milena Sepúlveda Lopera (* 3. März 1988) ist eine kolumbianische Fußballspielerin. Sie war von 2011 bis 2015 Torhüterin beim kolumbianischen Fußballclub CD Formas Íntimas aus Antioquia. Außerdem spielt sie in der kolumbianischen Frauenfußball-Nationalmannschaft. Die seit 2009 aktive Spielerin hat außer bei kolumbianischen Clubs von 2015 bis 2017 auch in Israel gespielt, wo sie 2016/17 israelische Landesmeisterin wurde.
Schon vor ihrer Teilnahme an der Weltmeisterschaft 2011 bestritt sie 13 Länderspiele. Bei der Fußball-Weltmeisterschaft der Frauen 2011, die in Deutschland ausgetragen wurde, stand Sepúlveda in den Gruppenspielen gegen Schweden (0:1), gegen die USA (0:3) und gegen Nordkorea (0:0) im Tor. Sie hatte demnach großen Anteil an dem ersten Punktgewinn Kolumbiens bei einer Weltmeisterschaft. Sepúlveda, die eigentlich als dritte Torhüterin in den WM-Kader berufen wurde, profitierte dabei von einer Verletzung der Stammtorhüterin Paula Forero und einer positiven A-Probe der für Forero nachnominierten Yineth Varón.
Bei der Fußball-Weltmeisterschaft der Frauen 2015 in Kanada kam sie mit ihrer Mannschaft bis ins Achtelfinale, wo sie den USA unterlagen.